# Bernard Dietz
Bernard Dietz (22 de marzo de 1948) es un exfutbolista alemán que también ejerció de entrenador. Permaneció más de 12 años en el MSV Duisburgo siendo uno de los mayores ídolos del club.

## Trayectoria
Debido a la gran popularidad de Dietz en el MSV Duisburgo, la mascota oficial del club fue llamada Ennatz, el apodo de Bernard Dietz.

### Jugador
| Club          | País     | Año       |
| ------------- | -------- | --------- |
| MSV Duisburgo | Alemania | 1970-1982 |
| Schalke 04    | Alemania | 1982-1987 |